# Cleveland Cavaliers 1983-1984
La stagione 1983-84 dei Cleveland Cavaliers fu la 14ª nella NBA per la franchigia.
I Cleveland Cavaliers arrivarono quarti nella Central Division della Eastern Conference con un record di 28-54, non qualificandosi per i play-off.

## Roster
| N° | Naz.                   | Ruolo | Sportivo        | Anno | Alt. | Peso |
| -- | ---------------------- | ----- | --------------- | ---- | ---- | ---- |
| 5  | Stati Uniti (bandiera) | G     | John Bagley     | 1960 | 183  | 84   |
| 8  | Stati Uniti (bandiera) | AC    | Lonnie Shelton  | 1955 | 203  | 109  |
| 10 | Canada (bandiera)      | G     | Stewart Granger | 1961 | 191  | 86   |
| 11 | Stati Uniti (bandiera) | A     | Cliff Robinson  | 1960 | 206  | 100  |
| 20 | Stati Uniti (bandiera) | G     | Geoff Huston    | 1957 | 188  | 79   |
| 21 | Stati Uniti (bandiera) | G     | World B. Free   | 1953 | 188  | 84   |
| 32 | Stati Uniti (bandiera) | AC    | Roy Hinson      | 1961 | 206  | 95   |
| 33 | Stati Uniti (bandiera) | GA    | Paul Thompson   | 1961 | 198  | 95   |
| 35 | Stati Uniti (bandiera) | AC    | Phil Hubbard    | 1956 | 203  | 98   |
| 41 | Stati Uniti (bandiera) | C     | Geoff Crompton  | 1955 | 211  | 127  |
| 45 | Stati Uniti (bandiera) | AC    | Jeff Cook       | 1956 | 208  | 98   |
| 50 | Stati Uniti (bandiera) | AC    | Ben Poquette    | 1955 | 206  | 107  |
| 55 | Stati Uniti (bandiera) | A     | John Garris     | 1959 | 203  | 93   |

## Staff tecnico
- Allenatore: Tom Nissalke
- Vice-allenatori: Gene Littles, Ed Badger